# تشاو تشونغ-هونغ
تشاو تشونغ-هونغ هو شخصية أعمال وسياسي بريطاني وصيني، ولد في 9 سبتمبر 1950 في هونغ كونغ في الصين.